# Bascons
Bascons – miejscowość i gmina we Francji, w regionie Nowa Akwitania, w departamencie Landy.
Według danych na rok 1990 gminę zamieszkiwały 823 osoby, a gęstość zaludnienia wynosiła 44 osób/km² (wśród 2290 gmin Akwitanii Bascons plasuje się na 506. miejscu pod względem liczby ludności, natomiast pod względem powierzchni na miejscu 587.).